# Карам
Карам — село в Казачинско-Ленском районе Иркутской области России, административный центр Карамского муниципального образования. Находится на левом берегу реки Киренги, примерно в 129 км к югу от районного центра — села Казачинского.

## История
7 июня 1950 г. было принято постановление Совета Министров СССР № 2427 «Об укрупнении мелких колхозов». На основании этого постановления укрупнение колхоза «Искра» проходило в два этапа. Решением исполкома Казачинско-Ленского районного Совета депутатов трудящихся от 10.08.1950 г., за № 1844 были утверждены протоколы общих собраний граждан колхоза «Искра» от 06.08.1950 г. и колхоза им. Сталина с центральной усадьбой в с. Карам. 
Второе укрупнение колхоза произошло в 1951 году, решением Казачинско-Ленского райисполкома от 09.02.1951 г. за № 385 были утверждены протоколы общих собраний граждан колхоза «Красный колхозник» Ханжиновского сельсовета от 22.01.1951 г. и колхоза им. Сталина Карамского сельсовета от 26.01.1951 г. о слиянии в один колхоз им. Сталина с центральной усадьбой в с. Карам. 
На заседании правления колхоза от 01.12.1961 г., протокол № 12 по рекомендации партийной организации, было принято решение о переименовании колхоза им. Сталина в колхоз «Искра». 

## Население
| 2002 | 2010 | 2011 | 2012 | 2013 | 2014 | 2015 |
| ---- | ---- | ---- | ---- | ---- | ---- | ---- |
| 515  | ↘352 | ↘350 | ↘339 | ↘326 | ↘323 | ↘315 |
| 2016 | 2017 |      |      |      |      |      |
| ↗323 | ↗326 |      |      |      |      |      |

Гендерный состав
По данным Всероссийской переписи в 2010 году 179 мужчин и 173 женщины из 352 человек.